# إيمي هارمون
إيمي هارمون (بالإنجليزية: Amy Harmon)‏ هي صحفية أمريكية، ولدت في 17 سبتمبر 1968.